# Movimento G99
Il Movimento Gruppo 99 meglio conosciuto come G99 è un partito politico albanese. Creato nel 2009 per partecipare alle elezioni parlamentari, il partito comprendeva giovani politici, di età inferiore ai 29 anni, di ispirazione liberale e progressista. Anche se il movimento giovanile guardava con scetticismo la politica albanese, prendendo la posizione dei riformisti radicali, si unì all'alleanza Unione per il Cambiamento di Edi Rama. Anche se sondaggi portavano fino al 4% le preferenze per il G99, nel risultato finale raggiunse solo il 0.87%, sempre nella lista dei primi dieci partiti, ma senza ottenere nessun seggio.
Alle elezioni politiche del 2013, G99 si è presentato all'interno dell'"Alleanza per un'Albania europea", di centro-sinistra e guidata dal PS.